# Акапулко (коктейл)
Акапулко е плодово-алкохолен коктейл. Приготвя се с ром или текила. Класическият му вариант е:
- 25-30 г. текила
- 25-30 г. бял ром
- 25-30 г. сок от грейпфрут
- 25-30 г. сок от ананас
- 25-30 г. сок/мляко от кокосов орех
- натрошен лед

Друга рецепта:
- 40-50 мл бял ром
- 20 мл лимонов сок
- 20 мл лимонов сироп
- 1 белтък
- 5 капки коантро.

## Приготвяне
Съставките се смесват в шейкър с лед, разклащат се силно и се прецеждат. Сервира се в охладена чаша със сламка. Може да се варира с 90-100 мл сок от ананас и 30 мл сок от грейпфрут, като се гарнира с парченца ананас.